# 5'-ヌクレオチダーゼ
5'-ヌクレオチダーゼ(5'-nucleotidase、EC 3.1.3.5)は、5'-リボヌクレオチド ホスホヒドロラーゼという系統名を持つ酵素である。以下の化学反応を触媒する。
5'-リボヌクレオチド + 水{\displaystyle \rightleftharpoons }リボヌクレオシド + リン酸
従って、この酵素の2つの基質は5'-リボヌクレオチドと水、2つの生成物はリボヌクレオシドとリン酸である。
この酵素は、5'-ヌクレオチドに対して広い特異性を持つ。